# 环球电视公司
环球电视公司（英語：Universal Television，有时写作：UTV）是一家电视制作公司，为NBC环球电视集团子公司，该公司的大部分节目都在國家廣播公司（NBC）播出。它的前身是Revue Studios、MCA/Universal、NBC Studios、NBC Universal Television Studio (NUTS)和Universal Media Studios (UMS)。NBC Studios和Universal Network Television都是Universal Media Studios的前身。